# Gornja Grabovica
Gornja Grabovica (em cirílico: Горња Грабовица) é uma vila da Sérvia localizada no município de Valjevo, pertencente ao distrito de Kolubara. A sua população era de 1295 habitantes segundo o censo de 2011.

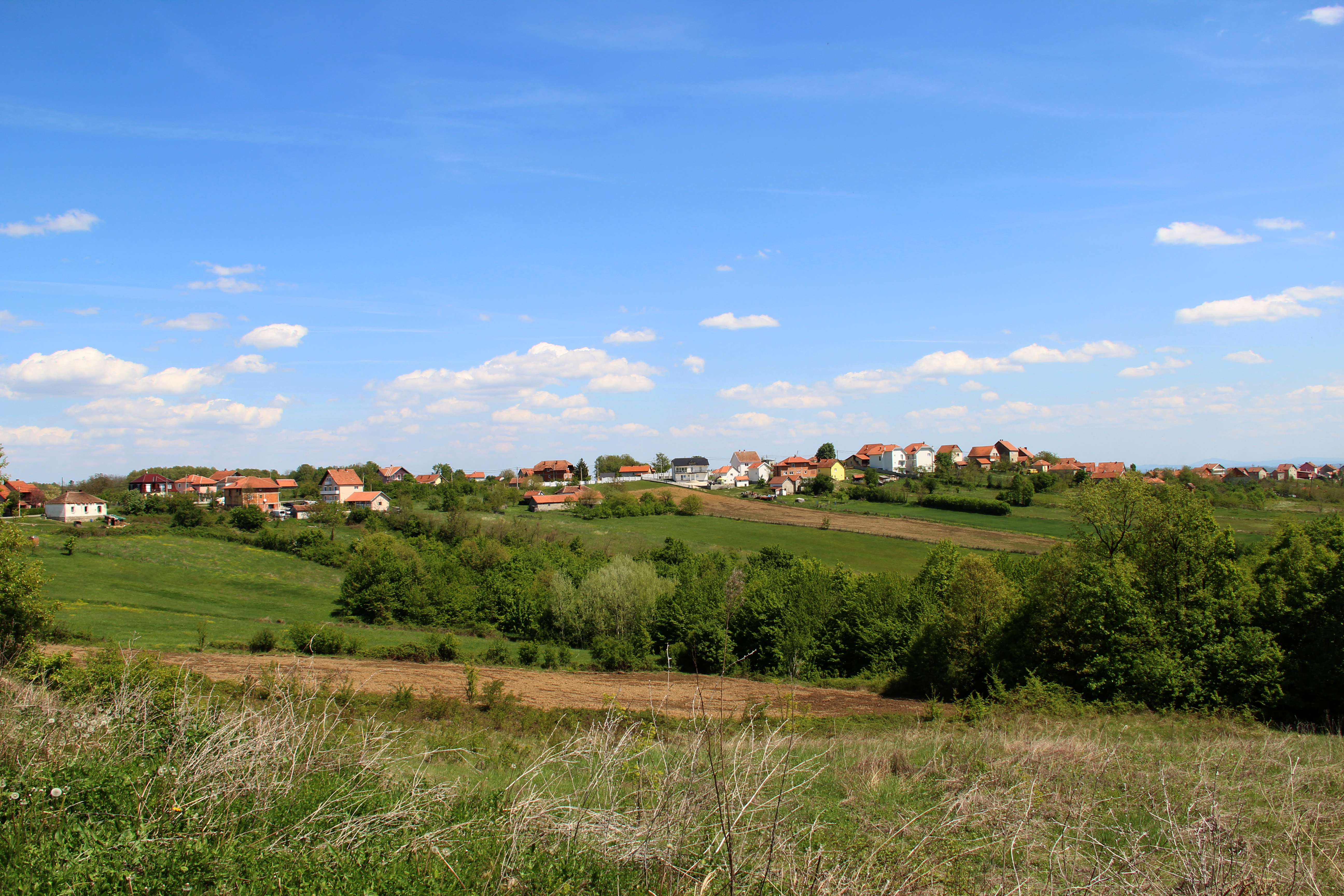
village Gornja Grabovica - panorama
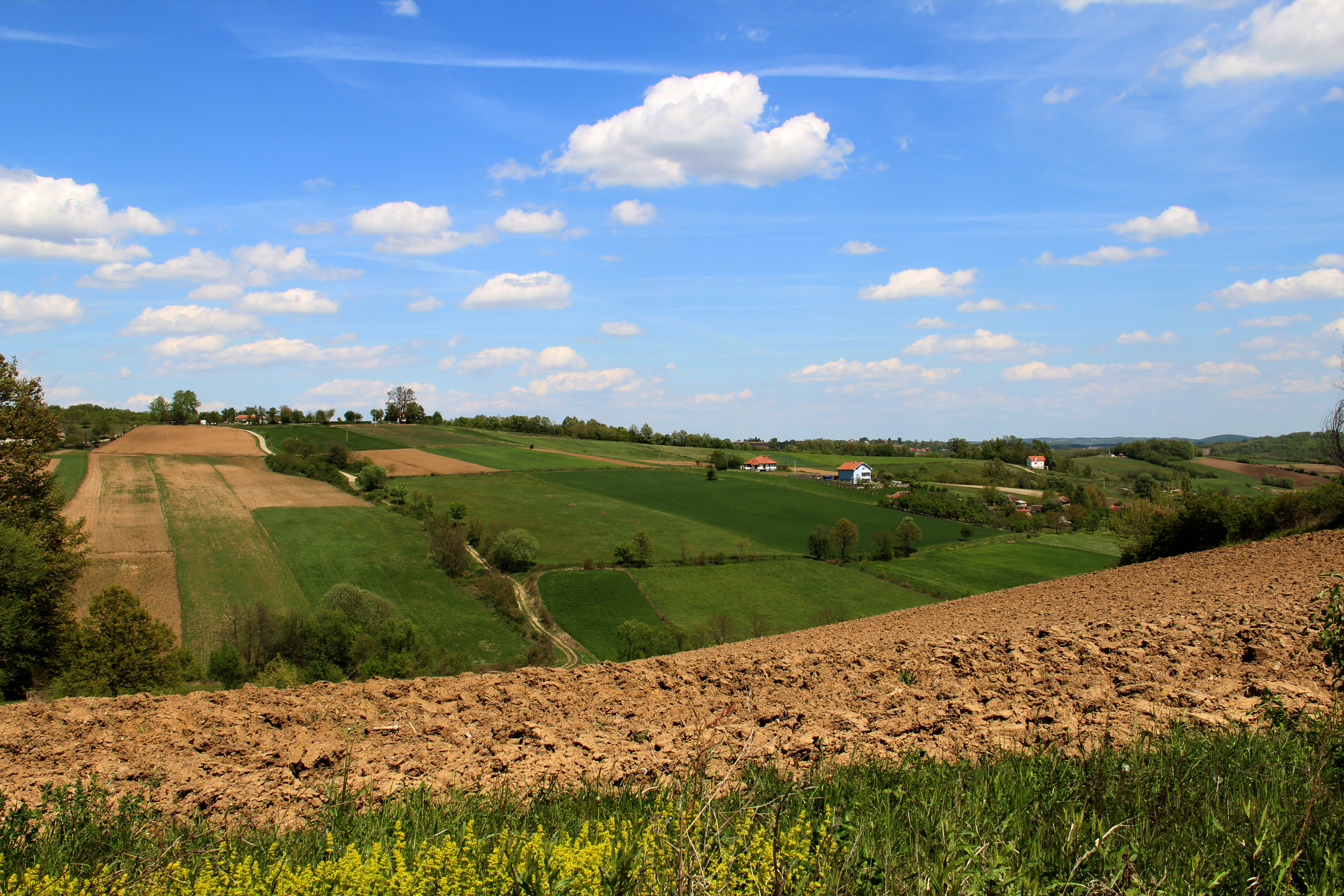
village Gornja Grabovica - panorama
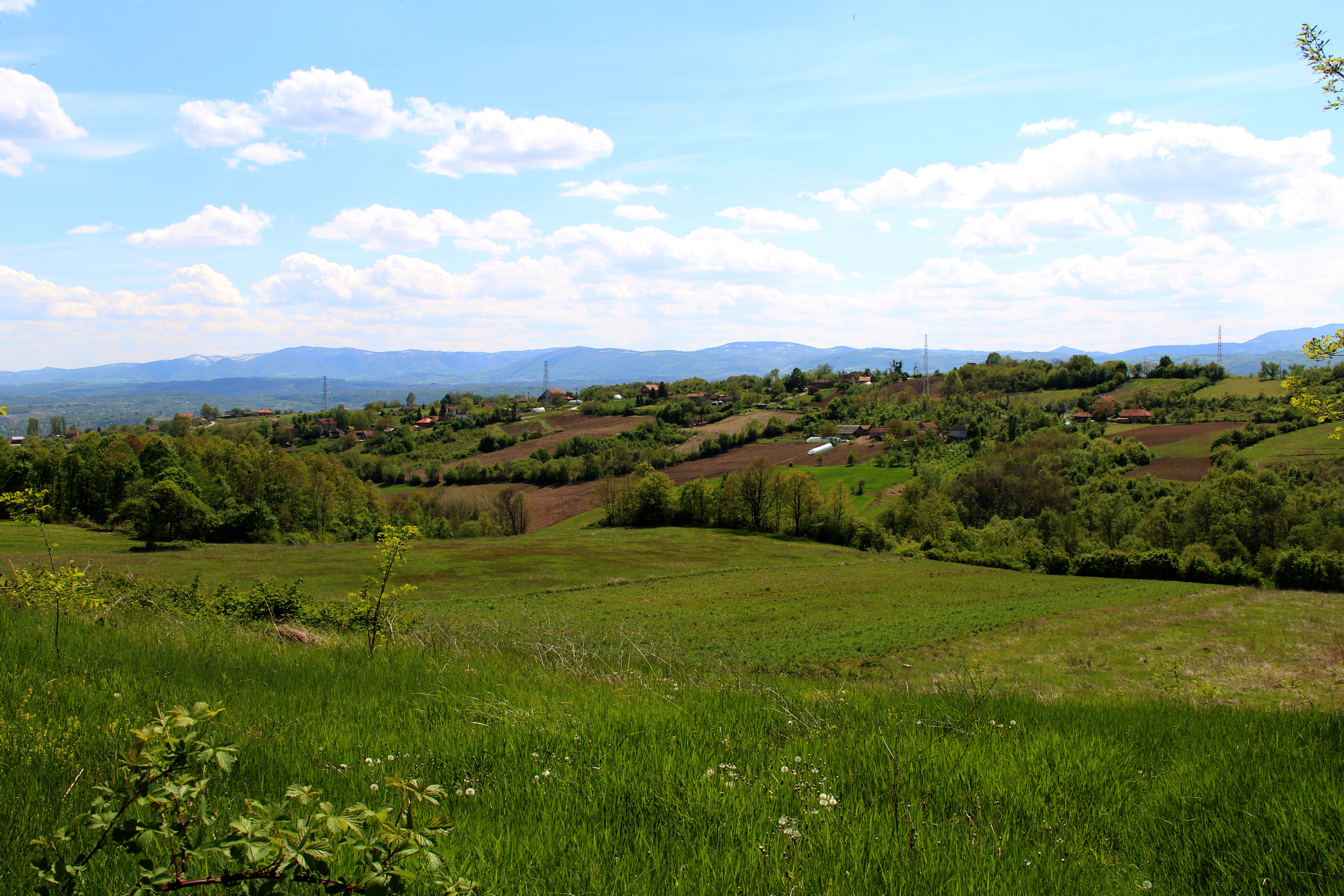
village Gornja Grabovica - panorama
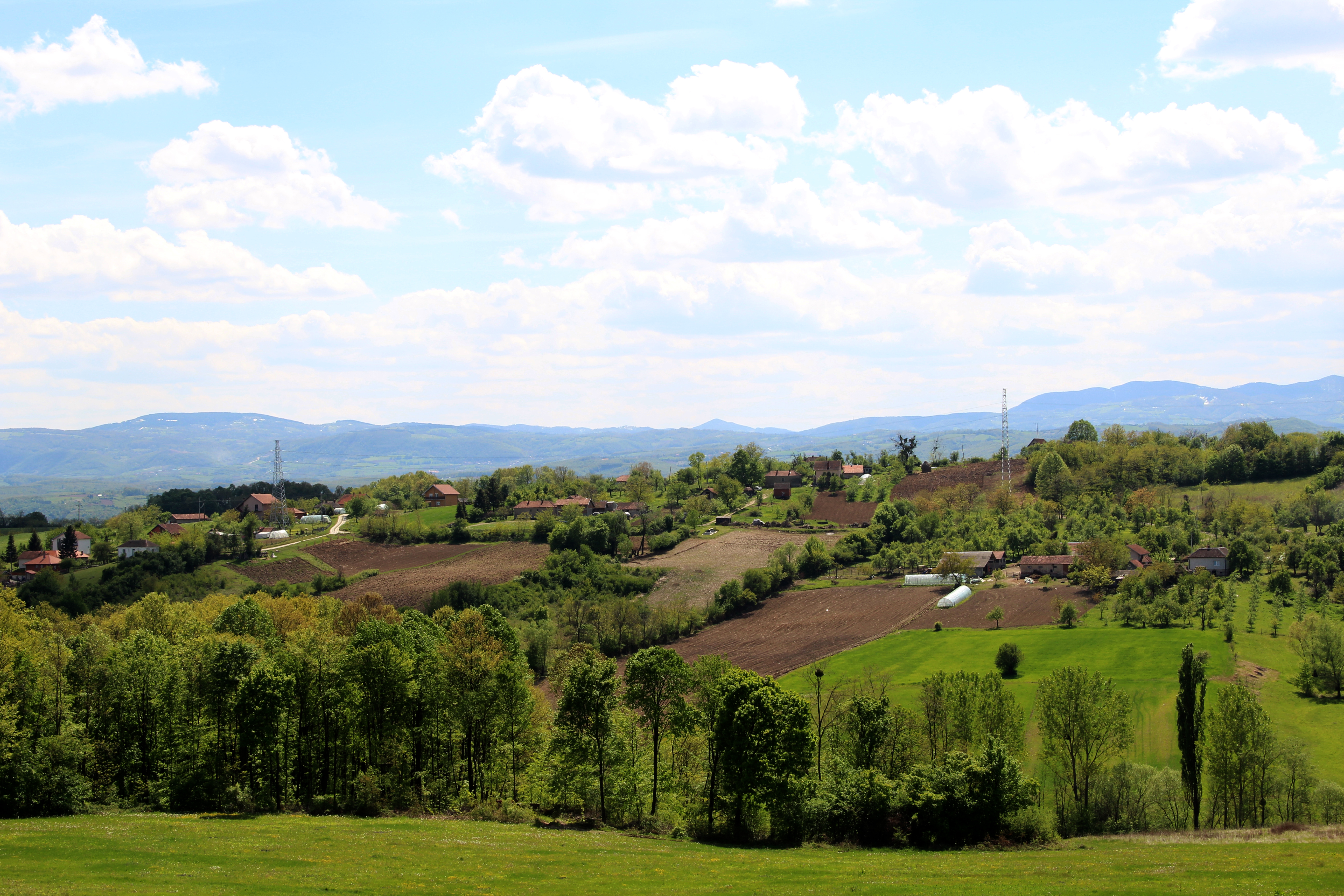
village Gornja Grabovica - panorama
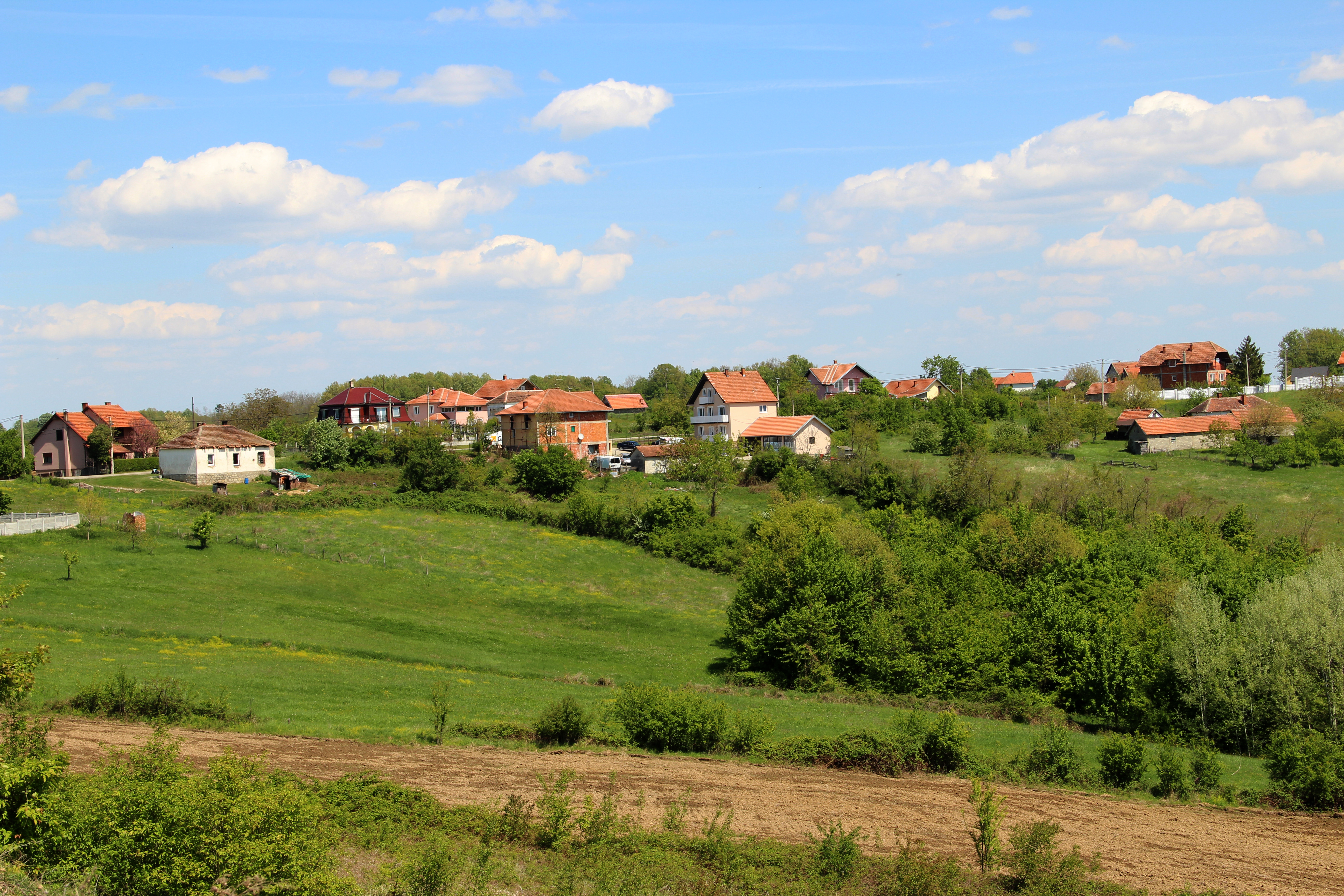
village Gornja Grabovica - panorama
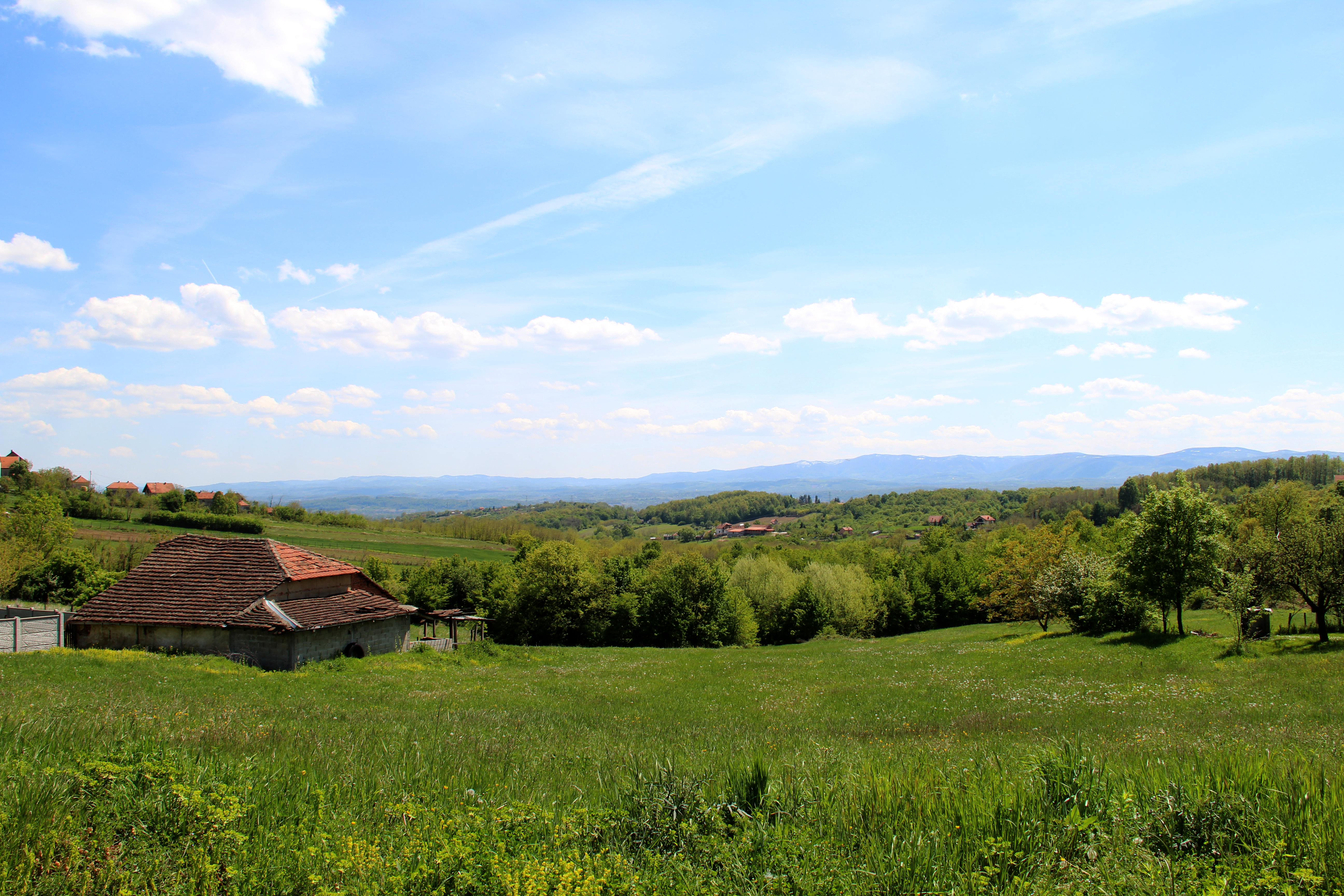
village Gornja Grabovica - panorama
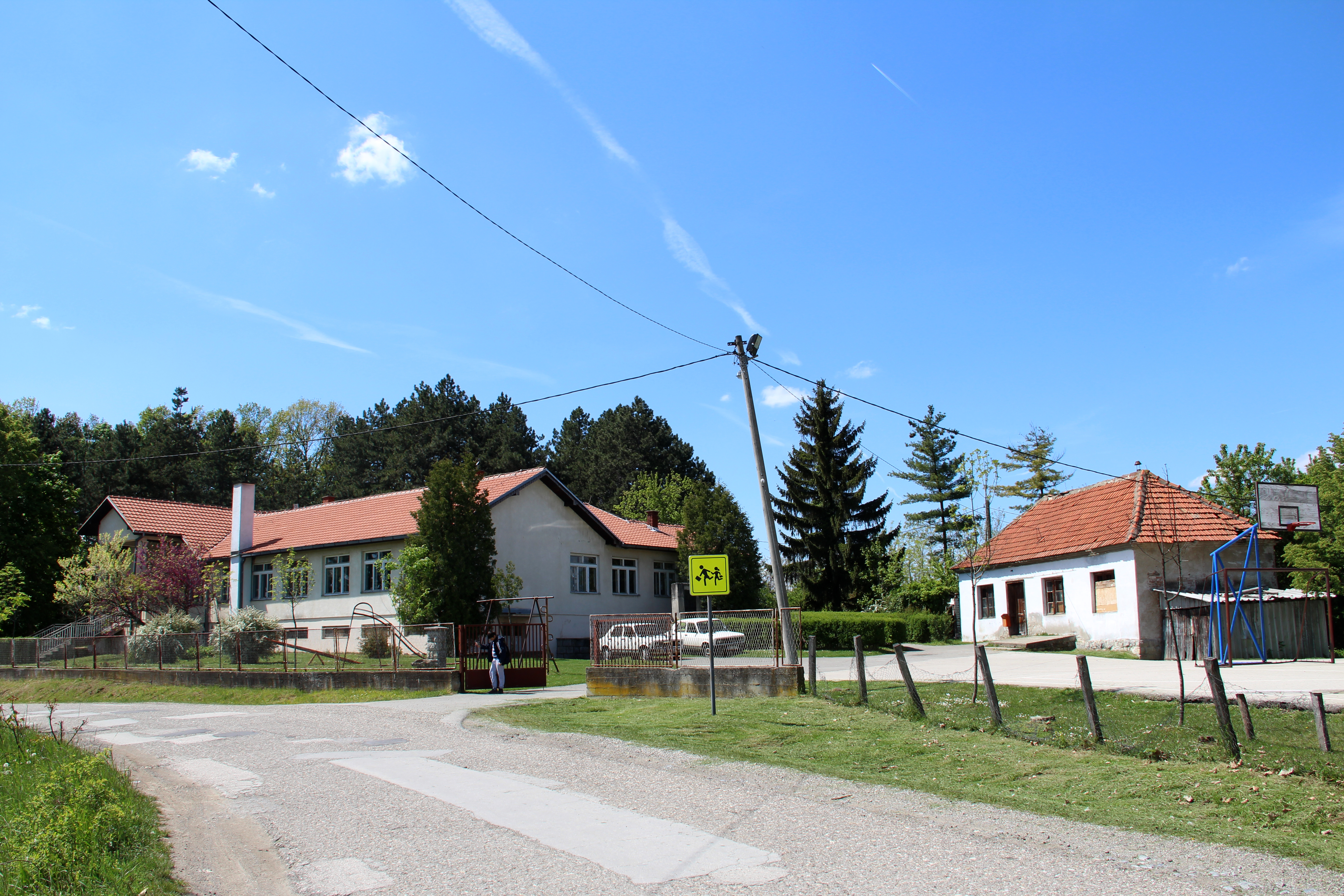
village Gornja Grabovica -  escola da aldeia

## Demografia
| 1948 | 1953 | 1961 | 1971 | 1981 | 1991  | 2002  | 2011  |
| ---- | ---- | ---- | ---- | ---- | ----- | ----- | ----- |
| 945  | 619  | 692  | 691  | 871  | 1 228 | 1 366 | 1 295 |